# Зелёная (река, Крым)
Зелёная (укр. Зелена) — маловодная балка в Джанкойском районе Крыма. Длина водотока — 5,7 км, площадь водосборного бассейна — 169 км².
В настоящее время, по номенклатуре Северо-Крымского канала, представляет собой главный коллектор № 7 канала длиной 25,3 км (в том числе по руслу реки 5,7 км), покрывающий площадь с дренажной сетью 5601 гектар. Зелёная проходит в северном направлении, ложе балки состоит из аллювиальных (пойменных) суглинков и супесей, сверху покрытых лугово-каштановыми солонцеватыми почвами и их сочетаниями с лугово-степными солонцами.
Впадает в солончак залива Сиваш примерно в 2 км восточнее села Новоконстантиновка на отметке — 0,4 м от уровня моря. Водоохранная зона балки установлена в 50 м. Издавна к водоносному ложу балки было приурочено немало селений.